# Le donne sul tetto
Le donne sul tetto (Kvinnorna på taket) è un film del 1989 diretto da Carl-Gustav Nykvist. La pellicola è stata presentata in concorso Festival di Cannes 1989.

## Riconoscimenti
- 1990 - Guldbagge
  - Migliore attore a Stellan Skarsgård